# ソラーナ・デ・ロス・バーロス
ソラーナ・デ・ロス・バーロス（Solana de los Barros）は、スペイン・エストレマドゥーラ州バダホス県のムニシピオ（基礎自治体）。

## 地理
ソラーナ・デ・ロス・バーロスはティエラ・デ・バーロス郡に属している。グアダヒーラ川左岸にあり、アルメンドラレッホ街道が通っている。

## 歴史
14世紀の対ポルトガル戦争中は、この地は幾度も戦火に見舞われ、荒廃した。そして、15世紀半ばには、事実上打ち捨てられた。第2代フェリア伯爵ゴメス2世スアーレス・デ・フィゲローア（Gómez II Suárez de Figueroa）の時代に、フェリア家（Casa de Feria）の支配するところとなった。第2代フェリア伯爵ゴメス2世は、近隣の町のビジャルバ・デ・ロス・バーロスに属する新しい集落として再建することによって、再移住策を推し進めた。
17世紀には、再びポルトガルによって、荒廃の憂き目を見、衰退した。現在失われてしまっている、当時信仰を集めていた、殉教者たちの礼拝堂はその時代に破壊された。
旧体制の崩壊後、この地はエストレマドゥーラ地方の自治体ソラーナとして創設され、1834年以来アルメンドラレッホ司法管轄区に属している。1842年の国勢調査では、46世帯、180人の住民が報告された。

## 人口
| ソラーナ・デ・ロス・バーロスの人口推移 1900－2010       |
|                                                         |
| 出典:INE（スペイン国立統計局）1900年 - 1991年、1996年 - |

## 政治
自治体首長はエストレマドゥーラ社会労働党（Partido Socialista Obrero Español de Extremadura）のマリーア・ドローレス・ゴメス・バケーロ（María Dolores Gómez Vaquero）で、自治体評議員は、エストレマドゥーラ社会労働党：7、エストレマドゥーラ国民党（Partido Popular de Extremadura）：4となっている（2011年5月22日の自治体選挙結果、得票順）。
| 1999年6月13日自治体選挙 |        |        |          |
| 政党                    | 得票数 | 得票率 | 獲得議席 |
| PSOE                    | 928    | 54.33% | 6        |
| PP                      | 536    | 31.38% | 4        |
| IU-CE                   | 204    | 11.94% | 1        |

| 2003年5月25日自治体選挙 |        |        |          |
| 政党                    | 得票数 | 得票率 | 獲得議席 |
| PSOE                    | 849    | 49.74% | 6        |
| PP                      | 582    | 34.09% | 4        |
| IU-SIEX                 | 238    | 13.94% | 1        |

| 2007年5月27日自治体選挙 |        |        |          |
| 政党                    | 得票数 | 得票率 | 獲得議席 |
| PP-EU                   | 897    | 49.42% | 6        |
| PSOE                    | 670    | 36.91% | 4        |
| IU-SIEX                 | 217    | 11.96% | 1        |

| 2011年5月22日自治体選挙 |        |        |          |
| 政党                    | 得票数 | 得票率 | 獲得議席 |
| PSOE                    | 992    | 55.89% | 7        |
| PP                      | 662    | 37.30% | 4        |
| IU-V-SIEX               | 85     | 4.79%  | 0        |

### 司法行政
ソラーナ・デ・ロス・バーロスはアルメンドラレッホ司法管轄区に属す。